# Attemsodesmus minutus
Attemsodesmus minutus är en mångfotingart som beskrevs av Lawrence 1953. Attemsodesmus minutus ingår i släktet Attemsodesmus och familjen fingerdubbelfotingar. Inga underarter finns listade i Catalogue of Life.